# Забайкин, Алексей Васильевич
Алексей Васильевич Забайкин (25 ноября 1903, Санкт-Петербург, Российская империя — 8 октября 1993, Нижний Тагил, Свердловская область, Российская Федерация) — русский советский металлург. Изобретатель. Почётный железнодорожник (1961).

## Биография
После окончания в 1930 году Харьковского технологического института, работал инженером-механиком.
В 1930—1941 годах — на Харьковском паровозостроительном заводе: технолог, начальник цеха, заместитель главного металлурга.
В 1941 вместе с коллективом был эвакуирован в Нижний Тагил. С 1941 по 1965 год — на Уралвагонзаводе: работал заместителем главного технолога по металлургии, главным металлургом, специалистом по стальному фасонному литью.
В 1955—1965 годах — главный инженер завода.
В годы Великой Отечественной войны был одним из создателей новой марки броневой стали и технологии изготовления литой башни танков взамен сварной, что значительно сократило трудоемкость и усилило бронезащиту танка Т-34, была внедрена технология выплавки стали с наводкой шлака в период плавления в мартеновских печах.
После 1965 года ушёл на пенсию, работал начальником отдела надежности.
Умер 8 октября 1993 года в Нижнем Тагиле. Похоронен на кладбище «Пихтовые горы».

## Награды
- 1944 — Орден Ленина
- 1961 — Орден Трудового Красного Знамени
- 1945 — Орден Отечественной Войны II степени
- 1942 — Орден Красной Звезды
- медали СССР
- 1961 — Почётный железнодорожник